# Melanopsis etrusca
Melanopsis etrusca é uma espécie de gastrópode  da família Thiaridae.
É endémica de Itália.
Os seus habitats naturais são: rios.
Está ameaçada por perda de habitat.